# Kruiper (kip)

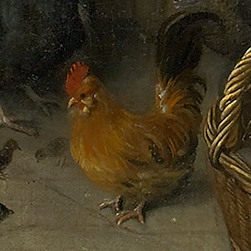
Een kruiper op "De hoenderhof" van Jan Steen, ca. 1660

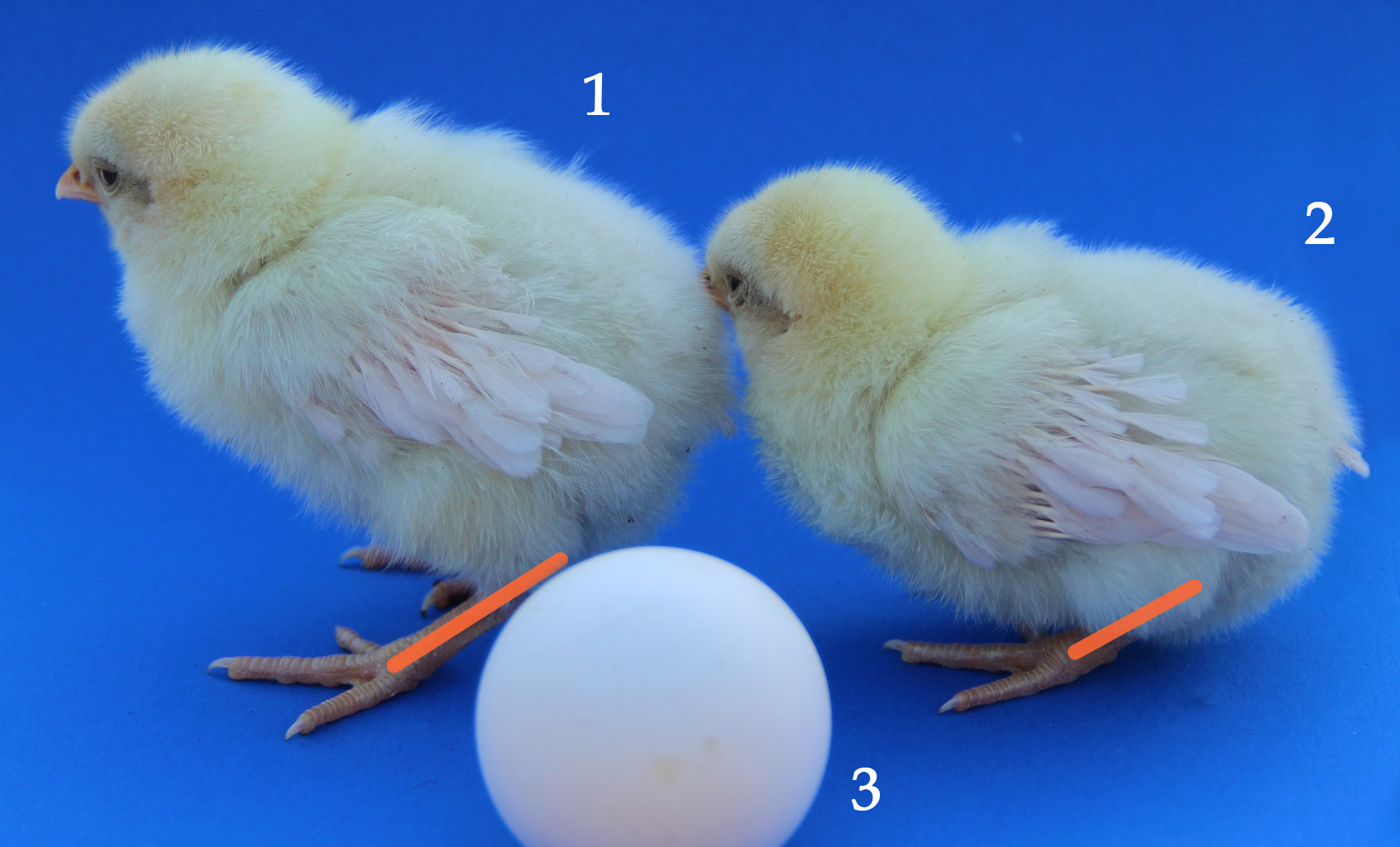
Duitse krielkruipers: 1. langbenig kuiken, 2. kortbenig kuiken, 3. niet uitgekomen ei (de lengte van de tibia is oranje gemarkeerd)

Een kruiper is een kip die door zijn genetische aanleg extreem korte loopbenen heeft.

## Genetica
Het gen dat voor de veranderde loopbeengroei verantwoordelijk is, werd sinds het begin van de 20ste eeuw cp (afkorting van het Engelse creeper) genoemd. Een genanalyse door Chinese wetenschappers kon bewijzen dat dit gen eigenlijk het zogenaamde IHH-gen ("Indian Hedgehog") op chromosoom 7 is, dat bij kruipers uitgeschakeld blijkt te zijn. Het feit dat dit gen op dit chromosoom naast het gen R (Rosecomb) ligt, verklaart dat alle kortbenige hoenders een enkelvoudige kam dragen. De deletie van IHH is een lethaalfactor, wat betekent dat homozygote embryo's meestal rond de vierde dag na bevruchting in het ei sterven. Heterozygote dieren krijgen de typische korte loopbenen als teken van achondroplasie, een storing in de vorming van kraakbeen.

## Rassen
Er bestaan diverse kruiperrassen, die uit Europa en het Verre Oosten stammen:
- Chabo (Japan)
- Max M (Duitsland)
- Drentse kruiper (Nederland)
- Duitse kruiper (Duitsland: Bergse land, Westfalen en Saksen)
- Courtes-Pattes (Frankrijk)
- Schotse kruiper of scots dumpy (Schotland)
- Luttehøns (Denemarken)
- Thessalische kruiper (Griekenland)[4]
- Jitokko (Japan)
- Nagasaki (Japan)
- Xingyikriel (China)[1]